# Ludwig Ohlenroth
Ludwig Ohlenroth (* 31. Juli 1892 in Augsburg; † 4. Oktober 1959 ebenda) war ein deutscher Archäologe.

## Leben
Ludwig Ohlenroth besuchte das Gymnasium bei St. Stephan in Augsburg. Anschließend begann er ein Jurastudium in München, Erlangen und Genf und studierte danach ohne Abschluss Archäologie in München. Ab 1918 war Ohlenroth in Augsburg tätig und übernahm dort 1922 die Position des Kustos am Maximilianmuseum. 1925 wurde er korrespondierendes Mitglied des Deutschen Archäologischen Instituts.
Sein Dienst bei der Stadt Augsburg endete 1932, nachdem ihn das Landgericht wegen des Diebstahls römischer Münzen von den Ausgrabungen der Villa Rustica in Stadtbergen zu einer einjährigen Haftstrafe verurteilt hatte. Die Anklagepunkte waren freilich weitaus umfangreicher und stehen in engem Zusammenhang mit dem Augsburger Museumsskandal desselben Jahres. Von fast allen Vorwürfen wurde er freigesprochen, es blieben letztendlich Veräußerung und Tausch von diversen Gegenstände ohne Absprache bzw. Genehmigung, die verurteilungsrelevant blieben. Inwieweit die Anschuldigungen im Rahmen politischer Intrigen, etwa Ohlenroths Agitieren gegen das Bayerische Landesamt für Denkmalpflege, zu sehen sind, lässt sich nicht mehr klären.
Von 1934 bis 1942 leitete er die Ausgrabungen im römischen Cambodunum (Kempten). 1940 wurde er 3. Heimatpfleger des Gaues Schwaben für Vor- und Frühgeschichte. Zwischen 1942 und 1944 leitete er die Ausgrabungen der spätrömischen Befestigung Rostrum Nemaviae auf dem Goldberg bei Türkheim. Nach 1945 war er anfangs freiberuflich als Archäologe in Augsburg tätig, von 1947 bis 1959 war Beauftragter der Augsburger Bauverwaltung für die archäologische Bauaufsicht.